# Homophobie intériorisée
L'homophobie intériorisée désigne la croyance pour une personne lesbienne ou gay en des stéréotypes négatifs la concernant, et les violences homophobes commises par des personnes homosexuelles.

## Concept
La lesbophobie intériorisée désigne les pratiques lesbophobes émanant des lesbiennes et visant elles-mêmes ou d'autres lesbiennes ainsi que l'intériorisation des représentations sociales stigmatisantes les concernant. L'homophobie intériorisée s'applique aux gays et aux lesbiennes.
Par exemple, il arrive qu'un homme homosexuel accuse d'autres de ne pas être assez virils (follophobie). Il est aussi possible qu'une personne homosexuelle refoulée soit d'autant plus violentes envers celles qui sont ouvertes au sujet de leur orientation sexuelle.
On estime que l'homophobie intériorisée passe souvent par cinq étapes, allant du déni total à l'acceptation de sa propre homosexualité en passant par la répulsion, l'intériorisation et le clivage.

## Causes
Daniel Borrillo estime, dans son Que sais-je ? consacré à l'homophobie, que les personnes homosexuelles qui grandissent dans un monde plutôt hostile à l'homosexualité, et où il n'en existe pas de modèles valorisés, intériorisent la violence homophobe qui les entoure (injures, propos méprisants, condamnations morales, attitudes compassionnelles…). De façon générale, l'environnement de la personne homosexuelle pendant son enfance et son adolescence, par exemple une famille religieuse, est généralement la cause de l'homophobie intériorisée.
Pour la chercheuse en psychologie Vivienne C. Cass, l'homophobie intériorisée vient d'un processus contrarié de coming in, où la personne homosexuelle n'arrive pas à accepter sa propre homosexualité.
Une attaque vient souvent de la volonté de donner une bonne image des personnes homosexuelles ; c'est en particulier un reproche fait aux personnes sortant de leurs normes de genre et revendiquant leur homosexualité de façon très visible.

## Conséquences
Certaines conséquences de l'homophobie internalisée sont une inclinaison pour des standards très masculins (dans le cas des hommes homosexuels) ou très féminins (dans le cadre des lesbiennes) pour s'assurer que le ou la partenaire entre dans les critères de comportement hétérosexuels, le déni d'épisodes d'homophobie subis ou commis, et le rejet des personnes plus ouvertes sur leurs préférences.
Cette intériorisation de l'homophobie peut entraîner un sentiment de culpabilité, de honte ; elle peut même être cause de dépression ou de suicide (l'homophobie serait l'une des principales causes de suicide chez les adolescents),. L'homophobie internalisée est également associée à une forte prévalence de dépression, d'anxiété et de difficultés psychologiques liées au stress et au traumatisme. Elle peut mener vers des pratiques sexuelles à risque, de l'abus d'alcool et de drogues, ou des comportements violents,.
Elle peut également avoir des conséquences sur la vie amoureuse et sexuelle des personnes homosexuelles, qui se retrouvent bloquées par leur culpabilité et leurs jugements négatifs et peuvent avoir des relations secrètes moins épanouissantes. Leur vie sexuelle est aussi affectée.